# Томилова, Ольга Александровна
Ольга Александровна Томи́лова (урождённая Энгельга́рдт; 17 [29] апреля 1822 — 3 [15] мая 1894) — начальница Смольного института благородных девиц (1875—1886), фрейлина российского императорского двора.

## Биография
Родилась 17 (29) апреля 1822, происходила из старинной дворянской ярославской семьи. Дочь генерал-майора Александра Николаевича Энгельгардта, её родная сестра Наталья была матерью Александра Сергеевича Хомутова.
Воспитание и образование получила в Смольном институте благородных девиц, который в 1839 году с отличием окончила. По выходе из института была взята ко двору и состояла фрейлиной при великой княгине Марии Николаевне. 23 апреля 1846 года вышла замуж за богатого помещика, статского советника Романа Алексеевича Томилова (1812—1864). Венчались в Петербурге в Придворной церкви Зимнего дворца. Брак был вполне счастливым, но бездетным.

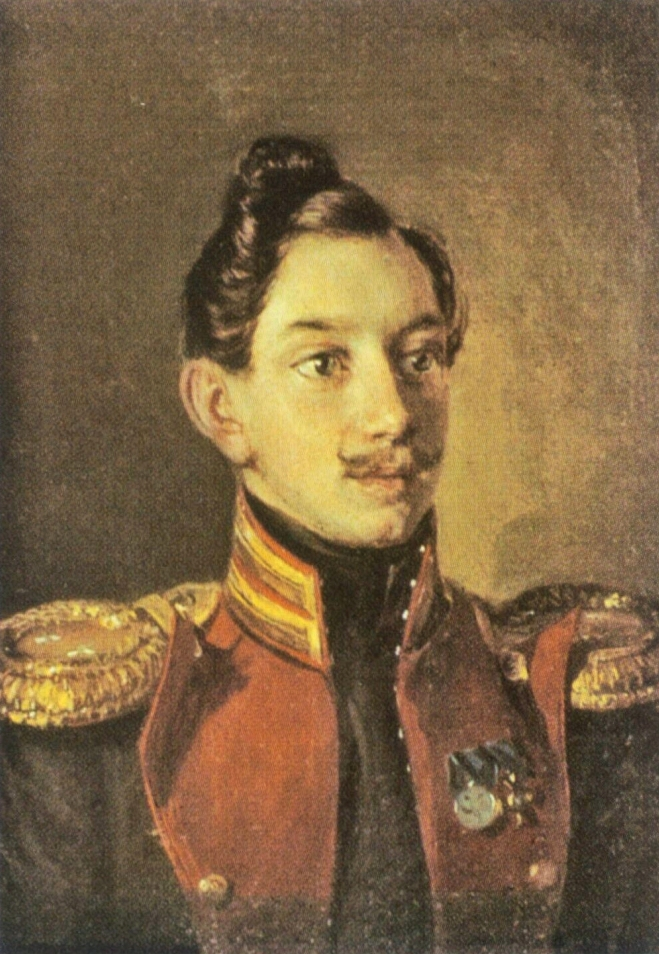
Роман Алексеевич Томилов (1834)

Овдовев, Томилова вернулась ко двору и была назначена воспитательницей великой княжны Веры Константиновны, воспитывавшейся в Штутгарте, при дворе королевы Вюртембергской, княгини Ольги Николавны. Питомица и её наставница на всю жизнь сохранили друг другу сердечные искренние чувства. Бывая в Петербурге, Вера Константиновна непременно навещала Томилову, и встречи их носили сердечный характер.
В конце 1872 года начальница Сомольного института М. П. Леонтьева, заботясь о дальнейшей судьбе заведения, желала приготовить себе преемницу. Многие лица искали этого места, но начальница ходатайствовала за назначение О. А. Томиловой, которую она помнила, как девицу Энгельгардт, бывшую одной из блестящих учениц выпуска 1839 года.

Позже Леонтьева имела возможность оценить высокие душевные качества Томиловой, с самоотвержением ходившей за больным мужем и принимавшей деятельное участие в одной классной даме во время её долгой болезни. Предложение занять место помощницы, а затем начальницы Воспитательного общества, Томилова приняла не без колебания. Она обратила внимание императрицы Марии Александровны, что страдает болезнью глаз и боится, что это помешает ей выполнять сложные обязанности начальницы так, как она бы хотела. На что императрица ответила ей:
Мне не нужно Ваших глаз, мне нужны ваше доброе сердце, ваш светлый ум. Пока вы будете в Смольном, я буду покойна за него.
20 января 1873 года О. А. Томилова была утверждена в должности помощницы указом, который принц Пётр Ольденбургский прочёл в большой зале, где собрались все служащие и дети, чтобы познакомиться с будущей преемницей начальницы. Императрица в личной аудиенции
дала Томиловой свои указания, которые легли в основу всей её дальнейшей деятельности.

### Начальница Смольного института
В 1874 году Томилова вступила в должность начальницы Воспитательного общества. Прекрасно образованная, много видевшая и изучившая во время своих неоднократных и продолжительных пребываний за границей, имевшая свои взгляд на женское образование и воспитание, на права и обязанности женщины, Томилова отвечала всем требованиям, какие императрицы предъявляла начальницы Смольного.
Постоянно страдая болезнью глаз и имея плохое зрение, Томилова не считала возможным брать на себя ответственность за ведения хозяйства в Смольном и обращалась в этом вопросе к помощи Опекунского Совета. Сама же направляла всю свою деятельность исключительно на заботы о воспитании, образовании, постановке преподавания искусства и рукоделия. На первое место Томилова ставила полезные работы — кройку и шитье. Сама придумывала различные изящные работы — вышивки, вязанье и плетенье.
Томилова лично занималась с воспитанницами историей искусств, в особенности историей искусства Италии. У неё была весьма ценное собрание снимков картин, статуй, зданий. Учительниц музыки она брала только по рекомендации, преимущественно выпускниц Консерватории. При ней смолянки получили возможность чаще бывать в Императорских театрах, благодаря личному знакомству Томиловой с министром Императорского Двора графом А. В. Адлерберг, его супруга Екатерина Николаевна, бывшая смолянка, была дружна с О. А. Томиловой, и ей часто предоставлялась в театрах министерская ложа.
О. А. Томилова, обладая большим педагогическим тактом, была превосходной воспитательницей. Она была строга, но строгость её была справедливой. От воспитанниц она требовала многого. Она не допускала ничего лишнего в костюмах, никаких вычурных причесок, больших серег, ленточек. Она внушала смолянкам, что для девушки важней быть скромной, образованной и воспитанной, иметь хорошие манеры.
О том, насколько О. А. Томилова пользовалась доверием императрицы Марии Александровны и Марии Фёдоровны свидетельствуют многочисленные подарки и знаки внимания, какими удостаивали её обе императрицы. При назначении помощницей Томиловой был предоставлен придворный экипаж, в 1883 году, взамен экипажа, было определено на разъезды по 1800 рублей в год из казны. В 1874 году по случаю бракосочетания княжны Веры Константиновны Томилова была пожалована орденом Св. Екатерины меньшего креста.

Болезнь глаз сильно мешала деятельности Томиловой, весной 1886 года она попросила императрицу об увольнении от должности. С грустью императрица приняла эту отставку, Томилову провожали с искренней печалью. Она пользовалась сердечным расположением своих сослуживцев по Смольному, секретарь Опекунского Совета Л. А. Бутовский посвятил Томиловой стихотворение:
Но чем воздать тебе, родная,

За ласку нежную твою?

Пусть общий гимн, не умолкая,

Летит с молитвой тёплой к алтарю:

Да будут дни твои счастливы,

Как Смольный счастлив был Тобой!

За все заботы, попеченья

Благодарим! Благодарим!

Вот клик молений:

Детей благослови,

Детей благослови!
Покинув Смольный, О. А. Томилова сохраняла с ним живую связь. Сослуживцы и воспитанницы всегда навещали Томилову, она же принимала близко к сердцу их интересы и хлопотала за них.
Скончалась О. А. Томилова 3 (15) мая 1894 года. Похоронена в Староладожском Успенском женском монастыре.